# Tannbach (Wieslauf)
Der Tannbach ist ein mit längster Oberlauffolge fast 8 km langer Bach im Rems-Murr-Kreis in Baden-Württemberg, der nach etwa südwestlichem Lauf beim Dorf Miedelsbach der Stadt Schorndorf von links in die untere Wieslauf mündet.

## Geographie

### Zusammenfluss
Der Tannbach entsteht in Luftlinie etwa anderthalb Kilometer nordöstlich der Dorfmitte von Steinenberg in einem klingenreichen Bergwald. Dort laufen auf etwa 349 m ü. NHN die zwei großen Oberlaufklingen des längeren linken Burgsteigklingenbachs und des kürzeren rechten Glasklingenbachs zusammen.

### Oberlauf Burgsteigklingenbach
Die Talklinge des Burgsteigklingenbachs beginnt am Ostrand des Welzheimer Weilers Langenberg am südlichen Ende der Liashöhenplatte um den Ort. In der von Anfang an bewaldeten Klinge setzt der Bachlauf etwa auf 505 m ü. NHN ein und zieht anfangs etwa südwärts, schlägt dann aber bald einen Rechtsbogen nach Nordwesten, der in einen langgezogenen Linksbogen übergeht, in dessen Verlauf er neben kleineren Stufen den drei Meter hohen Wasserfall Forellensprung hinabstürzt. Zuletzt fließt er ostwärts und nach einem 2,8 km langen Weg mit mittlerem Sohlgefälle von 56 ‰ mit dem Glasklingenbach zusammen. Der Burgsteigklingenbach hat ein ca. 1,6 km² großes Einzugsgebiet.

### Oberlauf Glasklingenbach
Der linke Oberlauf Glasklingenbach fließt selbst aus zwei nordwestlich und westlich von Langenberg beginnenden bewaldeten Klingenbächen zusammen, deren Bäche beide etwas unterhalb von 500 m ü. NHN entstehen. Nach Vereinigung des westwärts laufenden Wannenbächles und des von Nordosten kommenden Oberlaufzweigs etwa gleicher Länge wendet sich der entstandene Glasklingenbach, dabei über kleine Fälle laufend, durch die Glasklinge nach Südwesten. Zusammen mit jedem seiner beiden Oberläufe ist er jeweils etwa 1,3 km lang und hat ein Sohlgefälle von rund 118 ‰. Sein Teileinzugsgebiet umfasst nur etwa 0,7 km².

### Verlauf
Der aus der Vereinigung entstandene Bach heißt zunächst Brunnengehrenbächle, er zieht mäandernd westwärts und nimmt schon bald von Norden her das Brunnenbächle auf. Nachdem er unter der baumreichen Wiese des Fockenbergs am rechten Oberhang entlanggeflossen ist, wendet er sich nach Süden und tritt aus dem Wald. Der schlängelige Bach wird in sich nun ausweitendem Tal weiterhin von einer Baumgalerie begleitet. Von Osten her läuft aus dessen eigenem weiten Taltrichter der über 2 km lange Trosenbach zu, der seinen Weg ebenfalls in einer engen Waldklinge beginnt.
Einen Viertelkilometer weiter, nachdem er unter der Brücke der Römerstraße durchgeflossen ist, geht auf nurmehr etwa 291 m ü. NHN rechtsseits ein Mühlkanal ab und der nunmehr Tannbach genannte Bach wendet sich vor dem Berg Mühlwand auf weiterhin mäandrierend südwestlichen Lauf. Dabei passiert er das rechtsseits liegende Rudersberger Dorf Steinenberg, durch welches hindurch ihm sein mit fast 5 km Länge größter Zufluss Geißgurgelbach zuläuft, der zuletzt den vom Tannbach abgegangenen Mühlkanal aufgenommen hat.
Unterhalb von Steinenberg wechselt er auf Schorndorfer Stadtgemarkung, wendet sich südwärts und durchfließt dann bald meist offen und unter Bäumen das Dorf Miedelsbach der Stadt in einer Kurve nach Südwesten, dabei unterquert er die von Rudersdorf im oberen Wieslauftal kommende L 1148 und gleich danach die Wieslauftalbahn. Nach der unteren Ortsgrenze beginnt der Tannbach sich wieder zu schlängeln, passiert die Metzlinsweiler Mühle und mündet dicht an dieser von links und zuletzt Osten auf 256,7 m ü. NHN in die untere Wieslauf.
Der Tannbach mündet nach zusammen mit seinem größeren Oberlauf 7,7 km langem Weg mit mittlerem Sohlgefälle von ca. 32 ‰ rund 248 Höhenmeter unterhalb der Quelle des Burgsteigklingenbachs.

### Einzugsgebiet
Der Tannbach hat ein 11,3 km² großes Einzugsgebiet. Naturräumlich gesehen gehört sein östlicher Teil mit den Quellen der großen Oberläufe zum Unterraum Vorderer Welzheimer Wald des Welzheimer Waldes, sein westlicher dagegen zum Unterraum Mittleres Remstal und Schorndorfer Becken des Remstales, die alle Teile des Naturraums Schurwald und Welzheimer Wald sind. Sein höchster Punkt auf der Waldkuppe Lichte Eichen nahe an seiner Nordecke erreicht etwa 555 m ü. NHN.
Das Gebiet ist im Nordosten überwiegend bewaldet, ausgenommen einige kleine Höhenkuppen und -rücken, auf denen Wiesenwirtschaft und auch Ackerbau betrieben wird. Der Mündung zu wird das Terrain immer offener, es umfasst vor allem Obst- und andere Wiesen. Das nordöstliche Teilgebiet mit den Weilern Langenberg und Obersteinenberg gehört überwiegend zur Stadt Welzheim, das mittlere mit dem Dorf Steinenberg zur Gemeinde Rudersberg, das mündungsnahe südwestliche mit dem Mündungsdorf Miedelsbach zur Stadt Schorndorf.
Reihum grenzen die Einzugsgebiete der folgenden Nachbargewässer an:
- Im Norden fließt der Brunnenbach oberhalb des Tannbachs zur Wieslauf;
- im Nordosten konkurriert die Wieslauf über einige kurze linke Zuflüsse von der Burgholzklinge bis zum Hanstobelbach hinauf;
- jenseits der östlichen Wasserscheide führen kleinere Bäche den Abfluss der anderen Seite zum höheren großen Wieslauf-Zufluss Edenbach;
- im Südosten fließt der Urbach etwas oberhalb der Wieslauf zur Rems.

### Zuflüsse und Seen
Liste der Zuflüsse und  Seen von der Quelle zur Mündung. Gewässerlänge, Seefläche, Einzugsgebiet und Höhe nach den entsprechenden Layern auf der Onlinekarte der LUBW. Andere Quellen für die Angaben sind vermerkt.
Auswahl.
Zusammenfluss des anfangs Brunnengehrnbächle genannten Tannbachs auf 348,7 m ü. NHN im Waldtalgewann Geigelberg südsüdöstlich von Welzheim-Obersteinenberg.
- Burgsteigklingenbach, linker Oberlauf von insgesamt Osten, 2,8 km und ca. 1,6 km². Entsteht auf etwa 505 m ü. NHN wenig südöstlich von Welzheim-Langenberg.
  - Bratkachelbach, von links und Südosten auf etwa 450 m ü. NHN nordwestlich von Welzheim-Taubenhof, 0,4 km und ca. 0,2 km². Entspringt auf etwa 502 m ü. NHN westsüdwestlich von Taubenhof.
  - Läuft über den Wasserfall Forellensprung.
- Glasklingenbach, rechter Oberlauf von Ostnordosten, 0,8 km[LUBW 3] und ca. 0,7 km². Entsteht auf etwa 423 m ü. NHN westlich von Langenberg zwischen den Waldgewannen Wanne und Burgsteig.
  - Wannenbächle, linker Oberlauf von Osten, ca. 0,5 km[LUBW 8] und ca. 0,1 km². Entsteht auf etwa 496 m ü. NHN wenig westlich von Langenberg.
  - (Klingenbach), rechter Oberlauf von Nordosten, ca. 0,5 km[LUBW 8] und ca. 0,3 km². Entsteht auf etwa 499 m ü. NHN nordwestlich von Langenberg. Unbeständig.
- Brunnenbächle, von rechts und Nordnordosten auf etwa 343 m ü. NHN südlich von Obersteinenberg, 0,5 km und ca. 0,2 km². Entsteht auf etwa 440 m ü. NHN in den Hangwiesen wenig unterhalb von Obersteinenberg.
- Passiert zwei Teiche links am Lauf auf etwa 323 m ü. NHN nordöstlich von Steinenberg kurz nach dem Waldtalaustritt, zusammen unter 0,1 ha.
- Trosenbach, von links und Osten auf etwa 296 m ü. NHN östlich von Steinenberg kurz vor der Querung der Straße von Steinenberg in Richtung Eselshalden, 2,1 km und 1,6 km².[LUBW 9] Entsteht auf etwa 460 m ü. NHN am Südwesthang des Renzenbühls.
  - (Bach aus der Schneckenwiesenklinge), von rechts und Nordosten auf etwa 328 m ü. NHN, 0,6 km und ca. 0,2 km². Entsteht auf etwa 440 m ü. NHN im Waldgewann Schneckenweiler.
  - (Bach aus der Rauhklinge), von rechts und Nordosten auf etwa 315 m ü. NHN, ca. 0,8 km[LUBW 8] und über 0,2 km². Entsteht auf etwa 415 m ü. NHN  im Waldgewann Schneckenweiler. Unbeständig.
- (Bach aus der Trogklinge), von links und Südsüdosten auf etwa 292 m ü. NHN kurz nach der Querung der Straße von Steinenberg in Richtung Eselshalden, 0,5 km und über 0,2 km². Entsteht auf etwa 355 m ü. NHN im Waldgewann Mühlwand.
  -  Durchfließt auf etwa 305 m ü. NHN einen Teich, wenig über 0,1 ha.
- → (Abgang des Mühlkanals Steinenberg), nach recht auf etwa 291 m ü. NHN kurz nach dem vorigen Zufluss.
Von diesem Abzweig an wird das bisherige Brunnengehrnbächle nunmehr Tannbach genannt.
- Geißgurgelbach, von rechts und insgesamt Nordosten auf 277,3 m ü. NHN[LUBW 2] beim Gewerbegebiet am Südrand von Steinenberg, 4,8 km und 3,6 km².[LUBW 9] Entsteht auf knapp 500 m ü. NHN nordwestlich von Langenberg.
  - (Bach vom Edelmannshof), von rechts und Nordosten auf 380,4 m ü. NHN[LUBW 2] nördlich von Obersteinenberg, ca. 0,6 km[LUBW 8] und ca. 0,2 km². Entsteht auf etwa 485 m ü. NHN südlich von Rudersberg-Edelmannshof.
  - (Bach bei der Roßbuckelhütte), von links und Ostsüdosten auf etwa 346 m ü. NHN kurz vor dem folgenden, ca. 0,7 km[LUBW 8] und ca. 0,3 km². Entsteht auf etwa 425 m ü. NHN nördlich von Obersteinenberg am Hangwaldrand.
  -  Durchfließt auf etwa 343 m ü. NHN den Berghofsee, 0,4 ha.
  - (Einmündung des Mühlkanals Steinenberg), von links und Ostnordosten auf etwa 382 m ü. NHN am Südrand des Siedlungskontur von Steinenberg, 0,6 km und ca. 0,1 km².

Mündung des Tannbachs von links und Nordosten auf 256,7 m ü. NHN an der Metzlinsweiler Mühle des Schorndorfer Stadtteils Miedelsbach in die Wieslauf. Der Bach ist ab dem Zusammenfluss seiner Oberläufe 4,9 km, ab der Quelle des längeren Oberlaufs 7,7 km lang und hat ein 11,3 km² großes Einzugsgebiet.

## Geologie
Im Einzugsgebiet treten mesozoische Schichten vom Unterjura bis hinunter zum Gipskeuper (Grabfeld-Formation) des Mittelkeupers auf. Der Unterjura hat einen geringen Flächenanteil vor allem am Nordostrand des Einzugsgebietes in Gestalt einer Hochebene um Langenberg auf.
Dort oder am Hang darunter, wo der Knollenmergel (Trossingen-Formation) ausstreicht, beginnen nur wenige Gerinne, darunter im Stubensandstein (Löwenstein-Formation) die meisten oberen Läufe des Bachsystems. Er zieht sich in Gestalt breiter, abgerundeter Sporne, welche die oberen Läufe trennen und einrahmen, teils weit südwestwärts und nimmt einen großen Teil des Einzugsgebietes ein. Die Mittelkeuperschichten darunter bis zum Schilfsandstein (Stuttgart-Formation) hinab legen sich in gewöhnlich schmalen Bändern um die Hochebenenvorsprünge, vereinzelte Verebnungsflächen von einiger Größe haben davon nur der Kieselsandstein (Hassberge-Formation) und die Unteren Bunten Mergel (Steigerwald-Formation).
Der noch tiefere Gipskeuper, der auf dem Talgrund des Hauptstrangs etwa am Zusammenfluss von Burgsteigklingenbach und Glasklingenbach zum zunächst Brunnengehrnbächle genannten Tannbach einsetzt und sich bis zur Mündung erstreckt, hat wiederum einen großen Flächenanteil.
Sobald die großen Bäche den Gipskeuper erreicht haben und dort flacher fließen, begleitet sie ein Band von Schwemmland, bald aus Auenlehmen, das sich talwärts ausweitet. Es gibt zwei kleine Lösssediment-Inseln aus quartärer Ablagerung auf der östlichen Wasserscheide und einen etwas größeren Bereich mit lössführenden Fließerden in Steinenberg um den untersten Geißgurgelbach. Nahebei um den Steinenberger Mühlkanal gibt es teils anmoorige holozäne Altwasserablagerungen.
Aufgelassene Steinbrüche im Stubensandstein, der Forellensprung und zwei weitere Aufschlüsse sind als Geotope ausgewiesen.

## Natur und Schutzgebiete
Ein längerer Talabschnitt des linken Oberlaufs Burgsteigklingenbach mit dem durch seine Fallhöhe von etwa drei Metern ungewöhnlichen Wasserfall Forellensprung und ein kürzerer des rechten Oberlaufs Glasklingenbach in der Glasklinge sind als Naturdenkmale ausgewiesen, desgleichen ein längerer Klingenabschnitt am Oberlauf des Zuflusses Trosenbachs. Sie zeigen jeweils die Wechselfolge von harten Sandstein- und weichen Mergelschichten im oberen Mittelkeuper mit meist kleinen Fällen, teils begleitet von am Ufer aufragenden Sandsteinfelsen, sowie die farn- und moosreiche Vegetation solcher luftfeuchter Keuperklingen. Daneben sind auch noch eine Feuchtwiese rechtsseits des unteren Trosenbachs sowie ein Quellwiesen linksseits des Tannbachs unterhalb von Steinenberg Naturdenkmale.
Der Ostrand des Einzugsgebietes um Langenberg liegt im Landschaftsschutzgebiet Gebiete um Welzheim und Walkersbacher Tal, ein deutlich größerer Teil von ihm um Steinenberg, der sich auch weit das Geißgurgelbachtal hinaufzieht, im Landschaftsschutzgebiet Schornbach-, Wieslauf-, Urbach- und Bärenbachtal mit angrenzenden Höhen und Sünchenberg.
Im oberen Teileinzugsgebiet des Trosenbachs ist am Südwesthang des Renzenbühls ein Wasserschutzgebiet eingerichtet, ein etwas kleineres oberhalb des Bachs in der Trogklinge, das geringfügig über die Wasserscheide hinweg ausgreift.
Fast das ganze Einzugsgebiet liegt im Naturpark Schwäbisch-Fränkischer Wald, ausgenommen nur weniger als ein Quadratkilometer am Unterlauf des Tannbachs um Miedelsbach.

## Tourismus
Das vor allem in seinen Waldpartien von Wanderern geschätzte Gebiet wird von mehreren Zweigen eines mit Blaupunkt ausgezeichneten Wanderweges des Schwäbischen Albvereins durchzogen. Dieser erreicht ganz im Norden bei Rudersberg-Edelmannshof das Einzugsgebiet und läuft etwa auf der nordöstlichen Wasserscheide in Richtung Langenberg. Schon vor dem Ort zweigt ein Ast ab, der über den Obersteinenberger Höhenrücken zwischen Geißgurgelbach und Brunnengehrnbächle südwestwärts auf Steinenberg zuläuft, der andere Ast steigt bei Langenberg ab zum Forellensprung und teilt sich dort in einen Ast linksseits des Burgsteigklingenbachs und einen rechtsseits davon, der auch die Glasklinge quert. Alle drei Zweige kommen bei Steinenberg wieder zusammen, der Weg zieht anschließend am Nordrand Miedelsbach über die Wieslauf und hinüber ins Schornbachtal.
 In Steinenberg kreuzt er sich mit dem Stromberg-Schwäbischer-Wald-Weg (Hauptwanderweg 10) auf dessen Etappe von Rudersberg im Wieslauf- nach Urbach im Remstal.

### LUBW
Amtliche Online-Gewässerkarte mit passendem Ausschnitt und den hier benutzten Layern: Lauf und Einzugsgebiet des Tannbachs

Allgemeiner Einstieg ohne Voreinstellungen und Layer: Daten- und Kartendienst der Landesanstalt für Umwelt Baden-Württemberg (LUBW) (Hinweise)
1. 1 2 3 4 5  Höhe nach dem Höhenlinienbild auf dem Hintergrundlayer Topographische Karte.
2. 1 2 3 4 5  Höhe nach grauer Beschriftung auf dem Hintergrundlayer Topographische Karte.
3. 1 2  Länge nach dem Layer Gewässername.
4. 1 2 3  Länge nach dem Layer Gewässernetz (AWGN).
5. 1 2  Einzugsgebiet aufsummiert aus den Teileinzugsgebieten nach dem Layer Basiseinzugsgebiet (AWGN).
6. ↑  Seefläche nach dem Layer Stehende Gewässer.
7. ↑  Einzugsgebiet abgemessen auf dem Hintergrundlayer Topographische Karte.
8. 1 2 3 4 5  Länge abgemessen auf dem Hintergrundlayer Topographische Karte.
9. 1 2  Einzugsgebiet nach dem Layer Basiseinzugsgebiet (AWGN).
10. ↑  Geotope nach dem einschlägigen Layer.
11. ↑  Schutzgebiete nach den einschlägigen Layern.

### Andere Belege
1. ↑  Hansjörg Dongus: Geographische Landesaufnahme: Die naturräumlichen Einheiten auf Blatt 171 Göppingen. Bundesanstalt für Landeskunde, Bad Godesberg 1961. → Online-Karte (PDF; 4,3 MB)
2. ↑  Geologie nach den Layern zu Geologische Karte 1:50.000 auf: Mapserver des Landesamtes für Geologie, Rohstoffe und Bergbau (LGRB) (Hinweise). Ein ähnliches Bild bietet die Geologische Karte des Naturparks Schwäbisch-Fränkischer Wald 1:50.000, herausgegeben vom Landesamt für Geologie, Rohstoffe und Bergbau Baden-Württemberg, Freiburg i. Br. 2001.